# 560. pehotni polk (Wehrmacht)
Za druge 560. polke glejte 560. polk.
560. pehotni polk (izvirno nemško Infanterie-Regiment 560) je bil eden izmed pehotnih polkov v sestavi redne nemške kopenske vojske med drugo svetovno vojno.

## Zgodovina
Polk je bil ustanovljen 22. maja 1940 kot polk 10. vala iz nadomestnih čet WK IV in dodeljen 276. pehotni diviziji.
Organizacija polka je bila julija 1940 zaustavljena zaradi hitrega zaključka francoske kampanje; čete so bile vrnjene k izvirnim enotam.